# Christian Muth
Christian Muth (* 1947 in Berlin) ist ein deutscher Schauspieler, Drehbuchautor  und Filmproduzent. Er ist vor allem bekannt für seine Arbeit an Anomaly: Oblivion, Block 7 und Die Kramer.

## Leben und Werk
Christian Muth wurde 1947 in Berlin geboren und wuchs in München auf. Seine ersten Schauspielerfahrungen sammelte er bereits als Kind am Theater Münchner Kammerspiele. In den folgenden Jahren trat er in verschiedenen Theaterproduktionen auf und war in Rollen in mehreren deutschen TV-Serien zu sehen.
Von 1967 bis 1968 spielte er die Rolle des Georg Bleumer in der Serie Till, der Junge von nebenan. In der Kultserie Die Kramer spielte er die Rolle des Heiner Paulsen und in Hilfe, wir bauen die Rolle des Til Lohmeier. Ab den 1980er Jahren arbeitete Christian Muth auch als Drehbuchautor und produzierte verschiedene Filme, darunter den Kurzfilm Anomaly: Oblivion (2010).
Im Jahr 2012 gründete er schließlich seine eigene Film- und Medienproduktion, die muthmedia GmbH, die etwa Produkt- und Werbefilme, Erklärvideos, Imagefilme und viele weitere Film- und Videoformate für Unternehmen aller Größen produziert.

## Filmografie
- 1967–1968: Till, der Junge von nebenan
- 1968: Hilfe, wir bauen
- 1969: Die Kramer
- 1970: Tommy Tulpe
- 1970: Aus dem Alltag in der DDR – Zweiter Versuch einer Rekonstruktion nach Berichten und Dialogen
- 1972: Rabe, Pilz & dreizehn Stühle
- 1976: Block 7
- 1979: Parole Chicago
- 2010: Anomaly: Oblivion